# وزیرپور
وزیرپور (به لاتین: Wazirpur) یک منطقهٔ مسکونی در بنگلادش است که در ناحیه باریسال واقع شده‌است. وزیرپور ۲۴۸٫۳۵ کیلومتر مربع مساحت و ۲۲۷٬۱۱۵ نفر جمعیت دارد.